# Philodendron longilaminatum
Philodendron longilaminatum är en kallaväxtart som beskrevs av Heinrich Wilhelm Schott. Philodendron longilaminatum ingår i släktet Philodendron och familjen kallaväxter. Inga underarter finns listade.